# Loja (Ecuador)
Loja è una città dell'Ecuador capoluogo della provincia e del cantone omonimo. La popolazione attuale è circa 200 000 abitanti, il che ne fa la nona città più popolosa dell'Ecuador.

## Storia
È stata fondata da Alonso de Mercadillo nel 1548 e si distingue per essere la prima città nel paese per la produzione di energia elettrica, fornita da una diga idroelettrica che è stata completata in 1896.
Giace nella valle del rio Zamora all'estremo sud dell'Ecuador.
Loja è inoltre famosa per la visita di Simón Bolívar nella sua campagna per unire la Grande Colombia.

## Cultura
Loja ha una grande tradizione artistica e culturale, considerata capitale ecuadoriana della musica, ha due importanti università, la UTPL; Universidad Tecnica Particular de Loja e la Universidad Nacional de Loja, fondata quest'ultima, nel 1859, che può essere considerata tra le più antiche dell'Ecuador.
Luoghi di interesse sono la Plaza San Sebastián, il Parque Central e la Cattedrale, luogo dove per 6 mesi all'anno è custodita la "Virgen del Cisne", trasportata in spalla dai fedeli annualmente, dal paese di El Cisne distante 45 km, e la chiesa di San Francisco. Nei dintorni si segnala il villaggio rurale di Vilcabamba, luogo di immigrazione di colonie di hippies di varia provenienza.

## Infrastrutture e trasporti
La città è sull'itinerario della strada principale Panamericana.